# 豊岡市立五荘幼稚園
豊岡市立五荘幼稚園（とよおかしりつ ごのしょうようちえん）は、兵庫県豊岡市中陰にある公立幼稚園。
略称は「五荘幼稚園」（ごのしょうようちえん）。五荘東小学校・西小学校の統合と同時に、旧五荘東幼稚園・五荘西幼稚園が各小学校から独立・統合して設立された。

## 概要
- 設置者 - 豊岡市
- 所在地 - 兵庫県豊岡市中陰1番地

ちなみに、豊岡市立五荘小学校（この項では以下五荘小学校）とは住所は同じだが、五荘幼稚園は独立園である。

## 歴史
- 1970年 - 五荘東幼稚園・五荘西幼稚園が統合して設立された。
- 2013年4月 - 豊岡市立奈佐幼稚園を併合して豊岡市立五荘奈佐幼稚園となる。